# Церква Різдва Пресвятої Богородиці (Молошковичі)
Церква Різдва Пресвятої Богородиці у с. Молошковичі — дерев'яна церква у селі Молошковичі Яворівського району Львівської області України. Мала статус пам'ятки архітектури місцевого значення (охоронний № 1535-м)

## Історія та опис
Церква у селі Молошковичі була зведена у 1853 році, на місці згорілої церкви святого пророка Іллі, у свою чергу збудованої в середині 1740-х років. Нова церква була безверха, на повному даху, над центральною навою був восьмибічний світловий ліхтар, увінчаний невеликою банею. Конфесійно храм у Молошковичах належав греко-католицькій церкві, парафія підпорядковувалася Яворівському деканату Перемишльської єпархії.
Після Другої світової війни, за радянської влади церква не діяла, богослужіння в ній відновилися лише 1989 року.
Навесні 1992 року дерев'яна церква Різдва Пресвятої Богородиці згоріла. На її місці зведено нову муровану церкву, що підпорядкована Яворівському благочинню Дрогобицько-Самбірській єпархії ПЦУ. Неподалік греко-католицька громада Молошковичів збудувала у 1996 році свою муровану церкву, яка з 21 червня 2019 року підпорядкована Новояворівському (до цього — Яворівському) деканату Львівської архиєпархії УГКЦ.

## Галерея

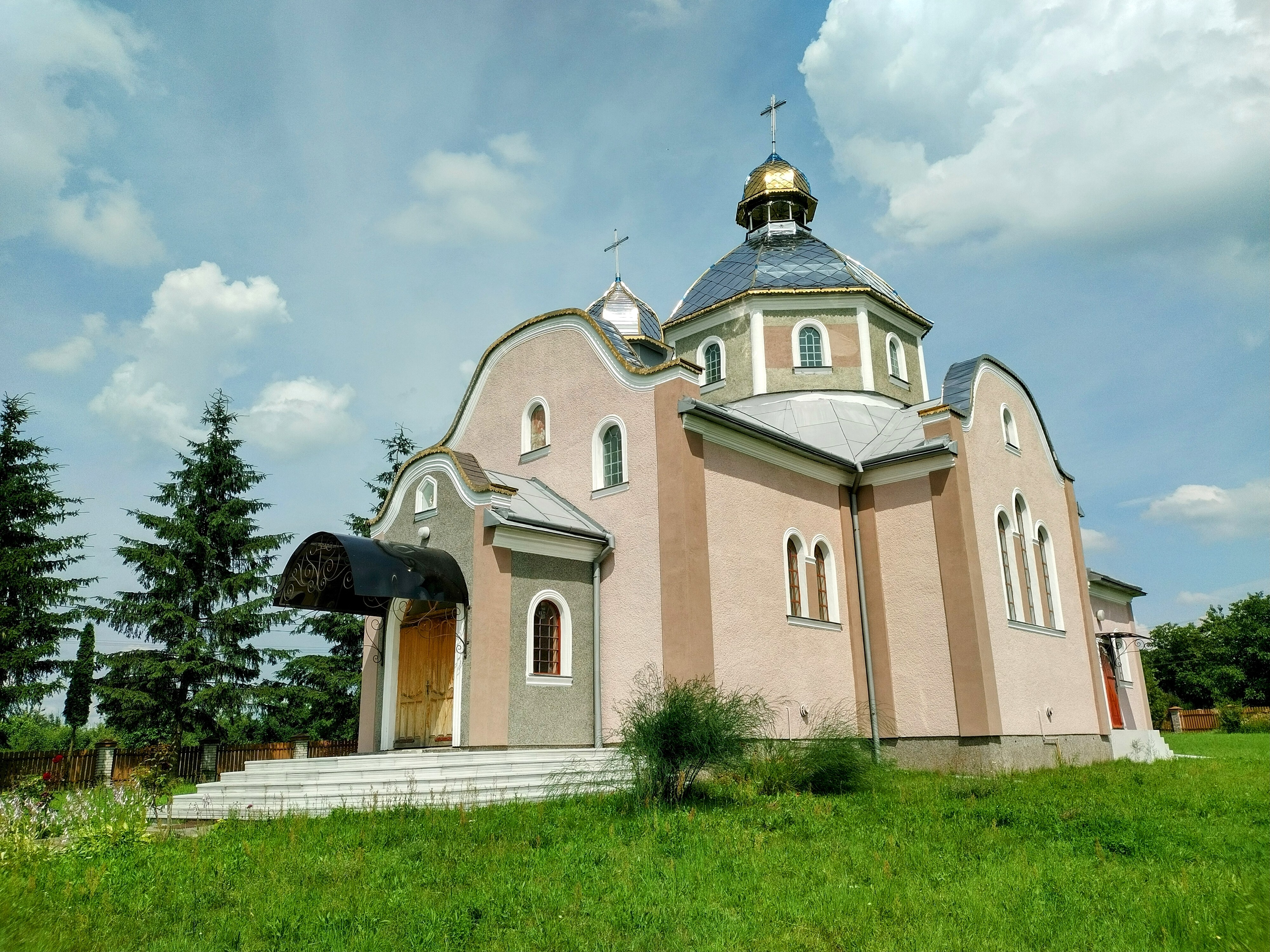
Церква Різдва Пресвятої Богородиці (УГКЦ)
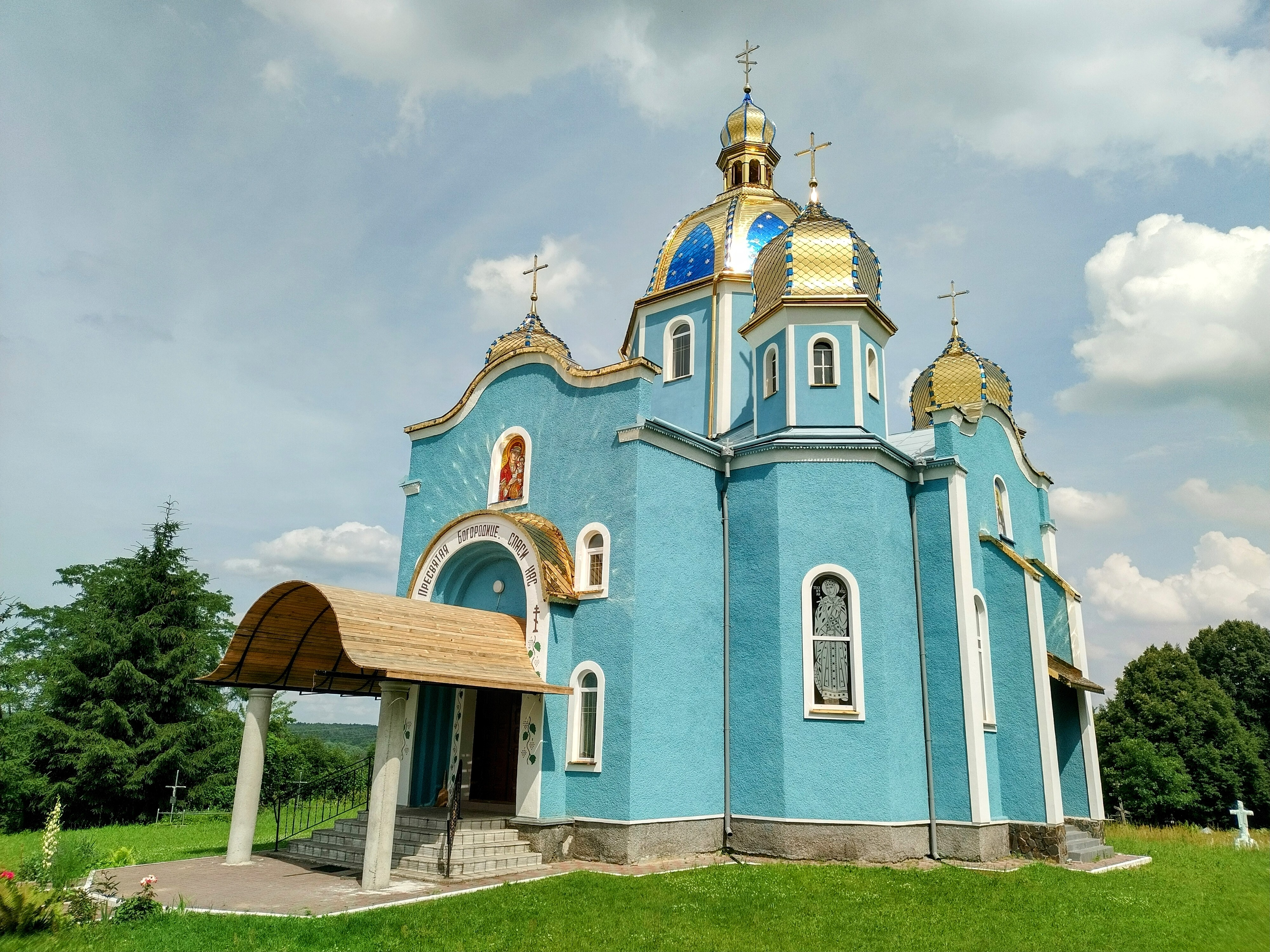
Церква Різдва Пресвятої Богородиці (ПЦУ)